# RTFM

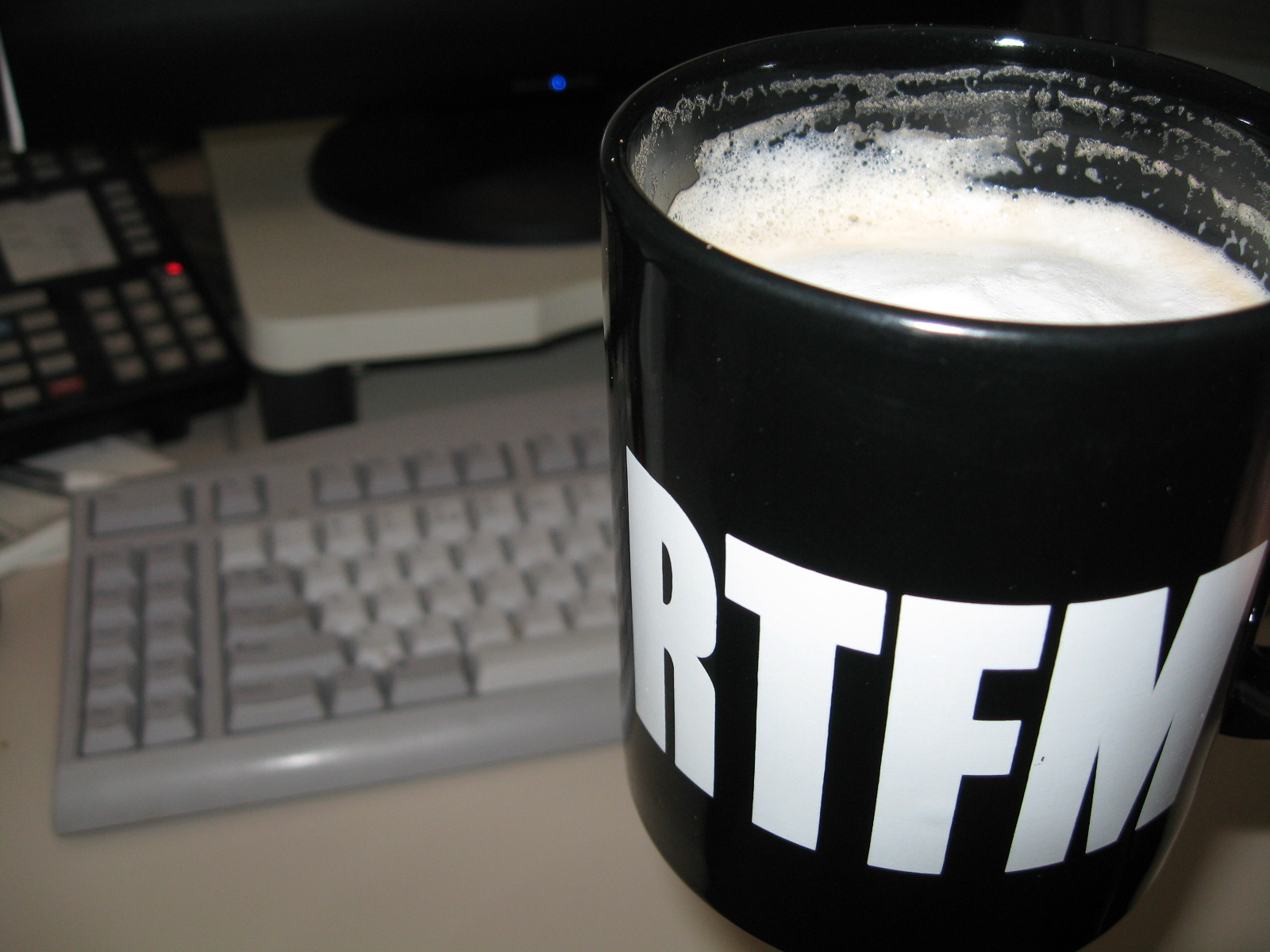
Tazza con la scritta RTFM

RTFM è la sigla della frase inglese Read The Fucking Manual, ovvero "leggiti il fottuto manuale", con possibili varianti per evitare espressioni che possono risultare offensive, con 'F' a indicare fine (eccellente), friendly (amichevole), fabulous (favoloso), fascinating (affascinante); o anche semplicemente RTM.

## Utilizzo
È usato solitamente per rispondere a domande banali o a comportamenti scorretti che potrebbero trovare risposta in documentazioni ampiamente disponibili in rete o rispettando le più basilari regole di etichetta. Ne è frequente l'uso nei newsgroup e nelle mailing list, dove alle volte nascono dei flame in seguito all'uso di tale invito a leggere le FAQ che viene rivolto ai niubbi, visto da alcuni come un invito poco cortese o una forma di arroganza.

## Varianti
- RTBM - "Read The Bloody Manual" (usato principalmente in l'Inghilterra o l'Australia, questa versione risulta leggermente più educata rispetto all'acronimo RTFM. Il significato rimane tuttavia invariato).[2]
- RYFM - "Read Your Fucking Manual" (leggi il tuo fottuto manuale).[3]
- RTFB - "Read The Fucking Binary" (leggi il fottuto [file] binario). Presente in modo ironico nel Jargon File.[4]
- RTFFAQ - "Read The Fucking FAQ" (leggi le fottute FAQ), qualche volta abbreviato in RTFF.[5]